# Zbigniew Ustrnul
Zbigniew Ustrnul (ur. 1960) – polski uczony, profesor nauk o Ziemi, nauczyciel akademicki Uniwersytetu Jagiellońskiego i Uniwersytetu Śląskiego, specjalności naukowe: klimatologia, meteorologia.

## Życiorys
W 1985 ukończył studia geograficzne na Uniwersytecie Jagiellońskim. W 1991 na podstawie rozprawy pt. Wiatry fenowe w Karpatach Polskich uzyskał na Wydziale Biologii i Nauk o Ziemi Uniwersytetu Jagiellońskiego stopień naukowy doktora nauk przyrodniczych dyscyplina: geografia specjalność: meteorologia i klimatologia. Tam też na podstawie dorobku naukowego oraz monografii pt. Zmienność cyrkulacji atmosfery na półkuli północnej w XX wieku otrzymał w 1998 stopień doktora habilitowanego nauk o Ziemi dyscyplina: geografia specjalność: klimatologia. W latach 2001–2002 stypendysta Programu Fulbrighta na University of Arizona (USA). W 2010 nadano mu tytuł profesora nauk o Ziemi.
Został profesorem nadzwyczajnym Uniwersytetu Jagiellońskiego (Wydział Geografii i Geologii; Instytut Geografii i Gospodarki Przestrzennej) i profesorem nadzwyczajnym Instytutu Meteorologii i Gospodarki Wodnej – Państwowego Instytutu Badawczego. Objął funkcję dyrektora krakowskiego oddziału Instytutu Meteorologii i Gospodarki Wodnej – Państwowego Instytutu Badawczego. Został też członkiem Komisji Geograficznej Polskiej Akademii Umiejętności (Wydział IV Przyrodniczy). Był nauczycielem akademickim Uniwersytetu Śląskiego w Katowicach (Wydział Nauk o Ziemi; Katedra Klimatologii).
W 2019 został członkiem Rady Doskonałości Naukowej I kadencji.